# Helina subpubiseta
Helina subpubiseta är en tvåvingeart som beskrevs av Xue 1986. Helina subpubiseta ingår i släktet Helina och familjen husflugor. Inga underarter finns listade i Catalogue of Life.